# Meterriss

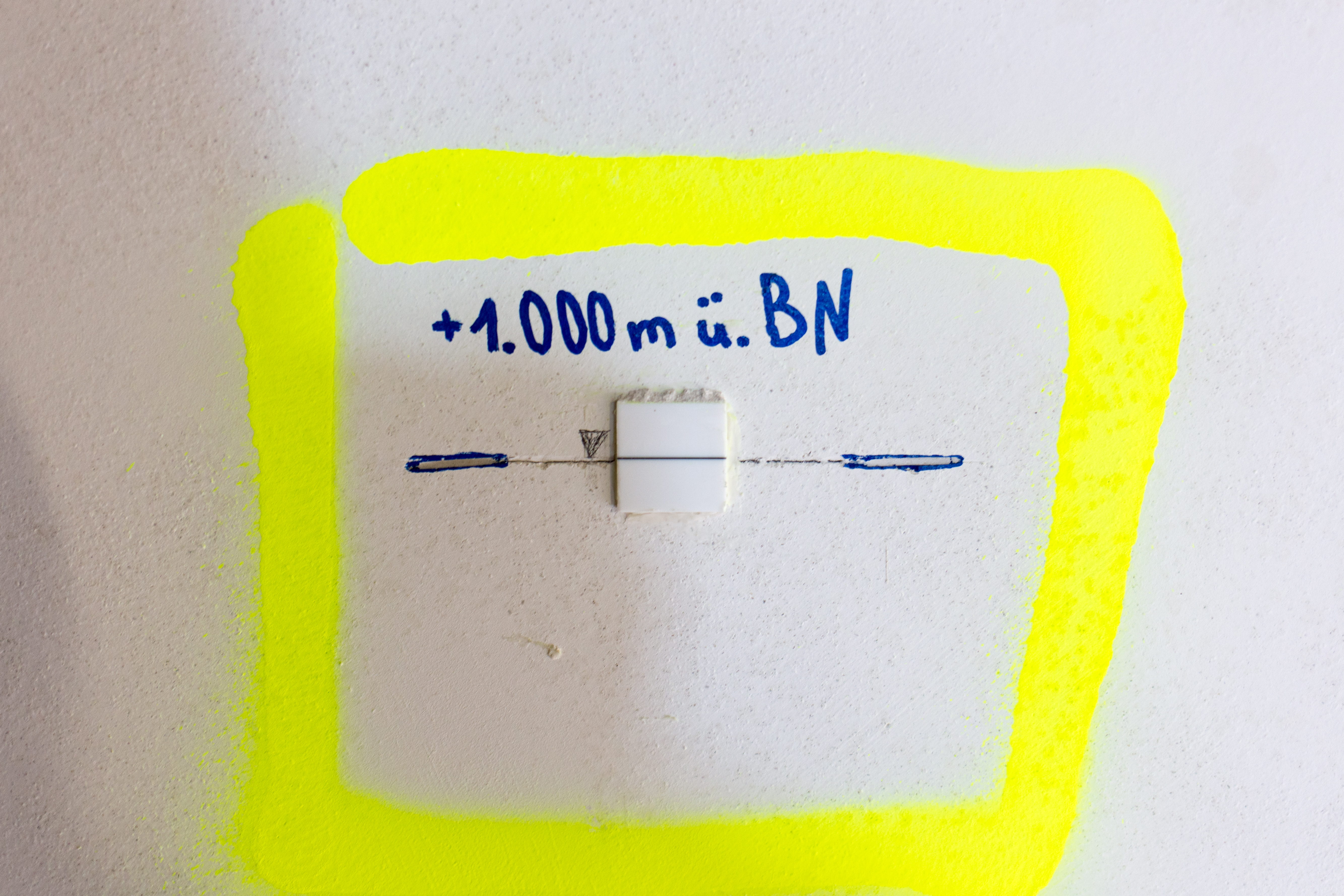
Meterriss im Berliner Humboldtforum

Der Meterriss ist eine Markierung an signifikanten Stellen im Rohbau (oft neben Türöffnungen oder auch umlaufend im ganzen Raum). Er ist die Referenzhöhe für Installationen, deren Montagehöhe einer planerischen Vorgabe entsprechen muss. Beispiele dafür sind Elektroinstallationen wie Schalter und Steckdosen, Sanitäreinrichtungen wie Wand-WC, Armaturen und Abflüsse, aber auch Türzargen und die Höhe des Fußbodens.
Eine charakteristische Angabe im Erdgeschoss ist „OKFF +1,00m“. Die Markierung wurde in diesem Fall genau 1 Meter über der späteren Oberkante des Fertigfußbodens angebracht. Ist „OKRF“ angeschrieben, bezieht sich der Meterriss auf den Rohfußboden. 
Sind planerische Höhen stockwerkübergreifend zu berücksichtigen, z. B. bei Treppen, Aufzügen, Stahl- oder Glaskonstruktionen, werden in jedem Stockwerk Meterrisse angebracht. Sie lauten dann etwa „+3,50“, je nach Anzahl der Geschosse bzw. Bauwerkshöhe. Industrieanlagen oder Hochhäuser erhalten folglich ihrer Höhe entsprechende Meterrisse wie „+14,20“. In tiefer gelegenen Bereichen wie Untergeschossen, Tiefgaragen usw. sind die Werte folglich negativ, z. B. „−6,00“. Meterrisse haben nicht immer einen Bezug zum Fußboden wie im Beispiel oben, sondern markieren oft nur einen runden Höhenwert.
Eingemessen wird der Meterriss mit einem Nivelliergerät oder Rotationslaser, seltener mit einem Tachymeter oder Theodolit. Traditionell werden auch noch Schlauch- oder Wasserwaagen benutzt. Um den Meterriss durchgängig anzuzeichnen, kann eine Schlagschnur verwendet werden.
Da der Meterriss für alle Gewerke verbindlich ist und die falsche Lage hohen materiellen Schaden verursachen kann, kommt der Genauigkeit, Eindeutigkeit und Beständigkeit der Markierung große Bedeutung zu. Es obliegt daher der Bauleitung, den Meterriss zu veranlassen. Er ist ein wichtiges Beweismittel bei Auseinandersetzungen bezüglich Baumängeln und Gewährleistung. Auf Großbaustellen wird aus solchen Gewährleistungsgründen oft ein Vermesser mit dem Anbringen der Meterrisse beauftragt.

## Darstellung
In den Grundrissen und insbesondere in Schnitten werden die Höhenkoten durch Dreiecke gekennzeichnet. Ein offenes (aus Umrisslinien gezeichnetes) Dreieck steht dabei für die Höhe der Oberflächen der fertigen Konstruktion. Ein geschlossenes Dreieck kennzeichnet die Höhen von Decken, Fußböden und anderen horizontalen Flächen im Rohbau.